# Martin Falck
Martin Falck (* 26. Oktober 1888 in Plauen; † 29. Oktober 1914 bei Ypern) war ein deutscher Musikwissenschaftler. 

## Leben
Falck wurde als Sohn des Schuldirektors Eduard Falck in Plauen geboren. Früh zeigte er Neigung zur Musik. Er studierte ab 1908 in Berlin Germanistik und Musikwissenschaft. Noch im selben Jahr wechselte er nach München, wo er neben seinem Studium seine theoretischen Kenntnisse bei Edgar Istel vertiefte. Im Herbst 1909 ging Falck nach Leipzig, wo er 1912 unter Hugo Riemann promoviert wurde und kurz vor Kriegsbeginn seine Studien mit dem Staatsexamen abschloss. Auf musikalischem Gebiet war er tätig durch Vorarbeiten zur Veröffentlichung alter Musik, zur Sammlung der wichtigsten Arbeiten seines verstorbenen Onkels, des Komponisten und Musikschriftstellers Bernhard Vogel (1847–1898), und der Erforschung des Lebens und Schaffens Wilhelm Friedemann Bachs. 
Nach Kriegsausbruch meldete er sich freiwillig, ist aber bereits nach zwei Wochen bei einem Sturmangriff bei Beceleare gefallen. 

## Werke
- Wilhelm Friedemann Bach. Sein Leben und seine Werke, Leipzig 1913